# Colegio de La Enseñanza
El Colegio La Enseñanza Pereira  es una institución educativa perteneciente a la Orden de la Compañía de María una congregación religiosa, fundada por Santa Juana de Lestonnac.
Para 1751 María Gertrudis Clemencia de Caycedo y Vélez, una mujer de excepcionales virtudes y profundo sentido social, experimentó la invitación de Dios para educar a la mujer de Santa Fe de Bogotá, apoyada por su esposo, pensó en la fundación de un colegio para niñas, para lograrlo, solicitó la asesoría de la Orden de la Compañía de María Nuestra Señora, conocida por su esposo en España. Durante 10 años preparó un grupo de diez jóvenes, entre ellas una sobrina, para poner en marcha su propuesta.
Doña Clemencia muere en el año de 1779 sin ver culminado su proyecto. El 23 de abril de 1783, con cédula real del monarca Carlos III, se aprobó la fundación del Monasterio Colegio La Enseñanza. En la calle de la Enseñanza (hoy calle 11 con carrera 5.ª) se abrió el primer convento- Colegio, dedicado a la educación de la mujer. En él se educaron las madres, esposas e hijas de los próceres de la independencia.
En el siglo XIX, la comunidad pasó por momentos difíciles debido a la exclaustración dirigida por el gobierno. El Colegio se restableció en la segunda sede llamada San Agustín. La tercera sede del Colegio se construyó en la carrera 9.ª con calle 72, produciéndose el traslado el 26 de enero de 1940.
El inusitado desarrollo empresarial de la zona de influencia de la avenida Chile, hace que se piense en una nueva locación para el Colegio y se busque un ambiente propicio para el desarrollo de la labor emprendida hacía ya tantos años. Se inicia entonces la construcción de la actual sede en la calle 201 con carrera 67 – 12, inaugurada en 1996 con criterios de modernismo arquitectónico, colocándose a la vanguardia de las tendencias pedagógicas y tecnológicas del país.
La institución a nivel nacional implementa actualmente la educación mixta, obedeciendo a las necesidades de las familias que requieren de una educación de calidad fundamentada en los valores cristianos – católicos.
Un poco de historia en Pereira
A comienzos del siglo XX, un grupo de doce religiosas de la Compañía de María que estaba en Bogotá, empacó maletas y emprendió un viaje a la entonces muy lejana, Pereira. Su misión era fundar el primer colegio femenino regentado por religiosas en esta ciudad.
En esa época, en Pereira había colegios para hombres, administrados por órdenes de religiosos, como los Claretianos, pero no había colegios para niñas manejados por religiosas.
Las discípulas de Juana de Lestonnac, la santa francesa que en una época en que las mujeres no tenían derecho a la educación, en 1607, fundó la congregación religiosa Compañía de María, llegaron a Pereira en enero de 1926 y el 1 de febrero de ese mismo año abrieron las puertas del Colegio La Enseñanza.
Noventa años después, este colegio de clase media alta ha formado a varias generaciones de mujeres y estaba ubicado entre las diez mejores instituciones educativas de Risaralda.
La Enseñanza tenía tres principios básicos: tender la mano a cualquier persona; entender que “todas no calzan el mismo pie”, es decir, aceptar las diferencias, se tolerante, y mantener encendida siempre la llama del amor.
Esos pilares son los mismos de hace 400 años, cuando Juana de Lestonnac creó su primera casa para niñas en Francia.
La Enseñanza de Pereira comenzó con 112 alumnas internas que pagaban una pensión de 20 pesos mensuales. Como el objetivo del colegio siempre ha sido formar mujeres para que tengan posibilidades para superarse en la vida, en 1928 se implementó el Curso de Comercio, que tenía tres años de estudio. Las jovencitas salían con el título de Técnico en Comercio. En 1930 se graduó la primera promoción de cinco alumnas.
Debido al aumento de religiosas y de alumnas, en 1946 el colegio se trasladó del centro de Pereira a su actual sede de la avenida Circunvalar.
Y fue a partir de 1960 que la institución comenzó a expandirse por la ciudad y el departamento para atender a las necesidades educativas de las personas menos favorecidas. En 1960 se fundó el Hogar Santa Juana, en 1962 el Instituto Lestonnac, en 1972 la Guardería Diocesana y en 1976 el Centro de Promoción Campesina en Balboa.
Hoy se mantiene la sede del Lestonnac en el barrio Kennedy, en convenio con la Secretaría de Educación de Pereira.
La Enseñanza sobresalía por su Proyecto de Inclusión, el cual permite vincular a estudiantes con diferentes tipos de diagnóstico clínico, como niñas con síndrome de Down, déficit de atención o dificultades de aprendizaje.
Luego de 90 años de trabajo sin interrupción, el colegio La Enseñanza no va más en Pereira
A partir del 31 de diciembre de 2017 cerró sus puertas el colegio La Enseñanza de Pereira, una de las instituciones educativas más tradicionales de la ciudad, debido a la reducción significativa de estudiantes y en su sede hoy se encuentra Confamiliar y una parte abandonada. 
Cómo Egresadas destacadas se encuentran:
La actriz Danielle Arciniegas
La ganadora del Desafío 2015 Vanessa Posada
La cantante  Daniela Aponte “La guru”
La  Señorita Risaralda (2015, 2016) Daniela Castillo
Entre otras mujeres destacadas a nivel nacional e internacional. 